# هيغستون
هيغستون (بالإنجليزية: Higgston, Georgia)‏ هي مدينة تقع في مقاطعة مونتغومري، جورجيا بولاية جورجيا في الولايات المتحدة. تبلغ مساحة هذه المدينة 8.2 (كم²)، وترتفع عن سطح البحر 79 م، بلغ عدد سكانها 316 نسمة في عام 2010 حسب إحصاء مكتب تعداد الولايات المتحدة.

## وصلات خارجية
- Cities & Counties - Georgia.gov